# St. Fabian und Sebastian (Untrasried)

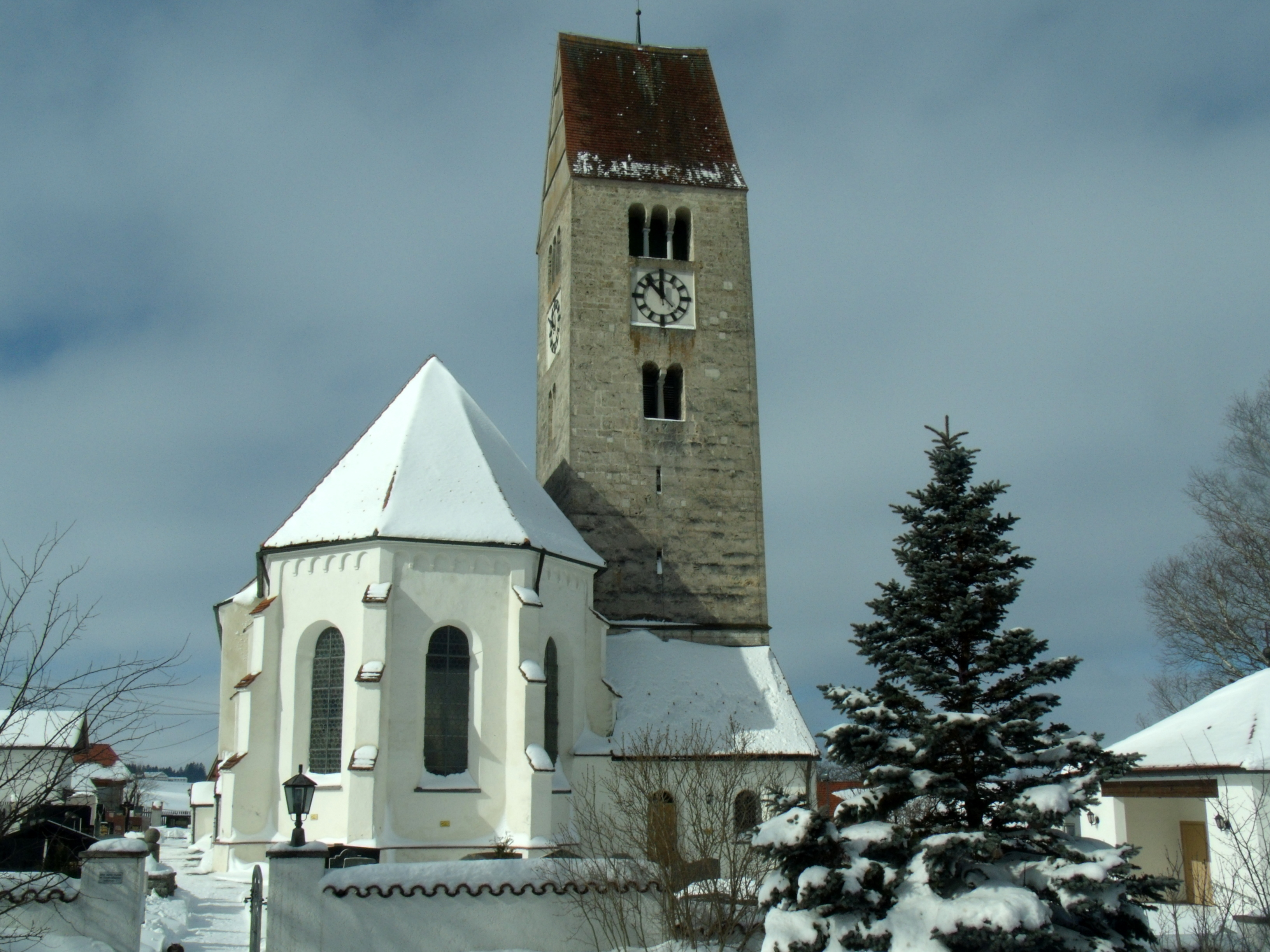
St. Fabian und Sebastian in Untrasried

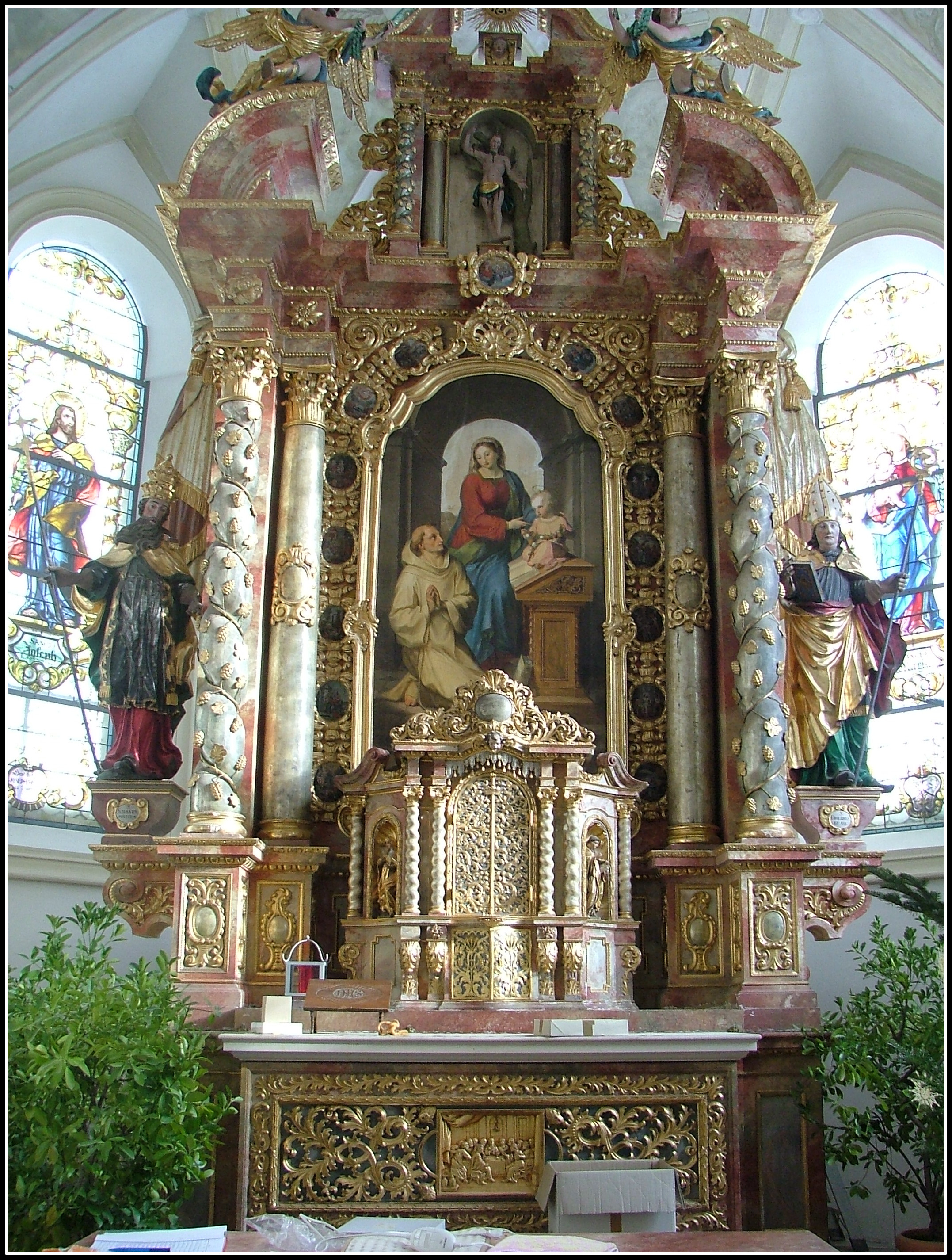
Hochaltar

Die römisch-katholische Pfarrkirche St. Fabian und Sebastian steht in Untrasried, einer Gemeinde im schwäbischen Landkreis Ostallgäu in Bayern. Das denkmalgeschützte Bauwerk ist in der Liste der Baudenkmäler in Untrasried unter der Nr. D-7-77-176-1 eingetragen. Die Pfarrei gehört zum Dekanat Kaufbeuren des Bistums Augsburg.

## Beschreibung
Die Saalkirche besteht aus einem 1756 gebauten Langhaus, einem eingezogenen, dreiseitig geschlossenen, von Strebepfeilern gestützten Chor im Osten, der im Kern vom Ende des 16. Jahrhunderts stammt, einem Chorflankenturm aus unverputzten Tuffsteinen an der Nordwand des Chors, der um 1700 um zwei Geschosse aufgestockt und quer mit einem Satteldach bedeckt wurde. Die Sakristei steht in der Ecke von Langhaus und Chorflankenturm. Das oberste Geschoss des Chorflankenturms beherbergt hinter den als Triforien gestalteten Klangarkaden den Glockenstuhl mit fünf Glocken, das Geschoss darunter die Turmuhr. 
Der Innenraum des Langhauses ist mit einer Flachdecke überspannt, der des Chors mit einem Stichkappengewölbe. Die Fresken im Chor mit dem Agnus Dei und im Langhaus mit der Darstellung der Allerheiligen hat 1775 Linus Seif gestaltet, von dem auch der Kreuzweg stammt. Der um 1682 aufgestellte Hochaltar wird von den Statuen des heiligen Sebastian und des Ulrich von Augsburg flankiert. Das 1856 entstandene Gemälde über eine Rosenkranzspende an den heiligen Dominikus stammt von Johannes Kaspar.

## Orgel

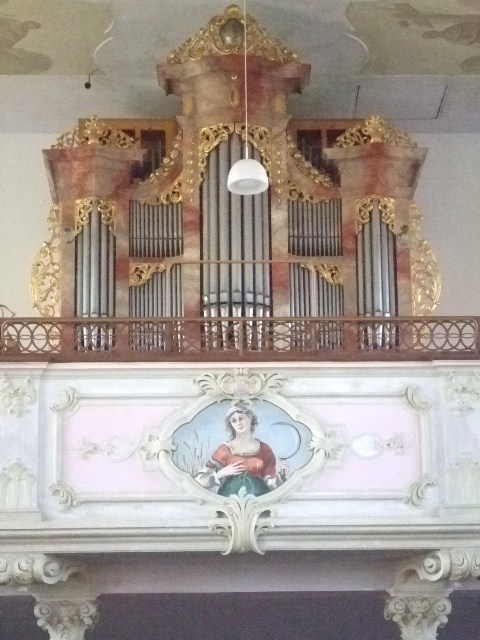
Orgel

Die Orgel besitzt einen Rokoko-Prospekt von 1747. Hinter diesem erbauten die Gebrüder Hindelang 1903 ein neues Instrument mit 16 Registern auf zwei Manualen und Pedal, das von Orgelbau Zeilhuber aus Altstädten 1956 umgebaut und auf 21 Register erweitert wurde. Die Disposition lautet:
| I Manual  |       |
| Bordun    | 16′   |
| Principal | 8′    |
| Dolce     | 8′    |
| Flöte     | 8′    |
| Octav     | 4′    |
| Quint     | 2 ⁄3′ |
| Octav     | 2′    |
| Mixtur    | 2′    |

| II Manual       |        |
| Geigenprincipal | 8′     |
| Quintade        | 8′     |
| Gedeckt         | 8′     |
| Prästant        | 4′     |
| Traversflöte    | 4′     |
| Nachthorn       | 2′     |
| Terz            | 1 3⁄5′ |
| Quint           | 1 ⁄3′  |
| Zimbel          | 2⁄3′   |

| Pedal     |     |            |
| Subbaß    | 16′ |            |
| Zartbaß   | 16′ | [ Anm. 1 ] |
| Violonbaß | 16′ |            |
| Octavbaß  | 8′  |            |
| Choralbaß | 4′  |            |

- Traktur: Kegellade, pneumatische Spiel- und Registertraktur

Anmerkungen
1. ↑  Windabschwächung